# Laure Manaudou
Pour les articles homonymes, voir Manaudou.
Laure Manaudou, née le 9 octobre 1986 à Villeurbanne, est une nageuse française pratiquant les quatre nages (brasse, papillon, crawl, dos crawlé) ayant obtenu des résultats nationaux et internationaux dans la quasi-totalité des distances de compétition : 50 m, 100 m, 200 m, 400 m, 800 m et 1500 m. Lorsqu'elle s'impose à 17 ans sur 400 m nage libre aux Jeux olympiques d'Athènes, le 15 août 2004, elle est la deuxième championne olympique française de natation après Jean Boiteux à Helsinki en 1952. Elle gagne deux autres médailles dans ces Jeux : l'argent sur 800 m nage libre et le bronze sur 100 m dos, un exploit totalement inédit pour une nageuse française aux JO, et devient immédiatement une star nationale.
Laure Manaudou s'adjuge également deux titres mondiaux sur la même distance (2005 et 2007) et un autre sur 200 m (2007). Sur cette période, Laure Manaudou remporte en tout trois médailles olympiques, six médailles mondiales et treize médailles européennes. Licenciée jusqu'en 2006 au Cercle des nageurs de Melun Val de Seine où elle est entraînée par Philippe Lucas, elle rejoint le club de Canet-en-Roussillon (Canet 66 natation) avec son entraîneur après les Championnats d'Europe de natation 2006.
En mai 2007, elle quitte Lucas pour aller s'entraîner dans le club turinois de LaPresse Nuoto. À la suite des tensions apparues avec son entraîneur Paolo Penso, elle est mise à la porte de son club italien le 6 août. De septembre 2007 à janvier 2008, elle est entraînée par son frère aîné, Nicolas, à Ambérieu-en-Bugey (Ain). Le 21 janvier 2008, elle part à Mulhouse s'entraîner sous la direction de Lionel Horter, entraîneur au pôle France. Elle connaît ensuite l'échec aux Jeux olympiques de Pékin sur toutes les distances où elle s'aligne.
Le 6 octobre 2008, elle rejoint le « team Marseille 2012 by CNM » du Cercle des nageurs de Marseille où elle est entraînée par Romain Barnier et Emmanuel Poissier. Le 21 janvier 2009, Laure Manaudou annonce qu'elle met un terme à sa saison, puis, dans un entretien à Aujourd'hui en France du 18 septembre 2009, qu'elle abandonne sa carrière de nageuse.
Cependant, en juillet 2011, elle décide de reprendre la compétition. En mars 2012, lors des championnats de France à Dunkerque, Laure Manaudou remporte les titres des 50 m, 100 m et 200 m dos et se qualifie sur ces deux dernières distances pour les Jeux olympiques de Londres. Aux JO, elle est éliminée dès les séries, mais offre une des images fortes de ces Jeux en sautant au cou de son frère Florent à sa sortie du bassin en vainqueur du 50 m nage libre hommes. Après sa retraite sportive, elle officie fréquemment en tant que consultante sur les épreuves de natation dans les grands événements à la télévision.

## Biographie

### Débuts
Née le 9 octobre 1986 à Villeurbanne, Laure Manaudou est la fille de Jean-Luc Manaudou, employé de banque, joueur et entraîneur de handball, et d'Olga Schippers, d'origine néerlandaise[précision nécessaire], qui pratique le badminton. Ses parents se sont rencontrés sur une plage au Cap Fréhel. Désireux de lui apprendre à nager, ils l'ont inscrite à des cours de natation dès l'âge de 4 ans.
Elle a un grand frère, Nicolas, né un an jour pour jour avant elle, ancien nageur qui est son entraîneur de septembre 2007 à janvier 2008, et un frère cadet, Florent, né en 1990, champion olympique du 50 mètres nage libre aux Jeux olympiques de Londres en 2012.
De 6 à 14 ans, elle fait partie du club de natation de la piscine tournesol d'Ambérieu-en-Bugey, située à 15 kilomètres du domicile familial de Loyes.
Elle est remarquée par Philippe Lucas, entraîneur marié à une ancienne nageuse de l'équipe de France olympique, qui convainc ses parents de la laisser partir et leur promet d'en faire une championne. Les premières années, elle part vivre au foyer de son entraîneur à Melun avant de s'installer, à sa majorité, dans un appartement proche de la piscine de Melun.

### Premiers succès
En 2001, lors des Championnats d'Europe juniors à Malte, elle gagne deux médailles d'argent sur 50 et 100 mètres dos. L'année suivante, lors des Championnats d'Europe juniors à Linz, en Autriche, elle devient championne d'Europe juniors sur 100 mètres dos et double vice-championne d'Europe sur 50 mètres dos et 200 mètres 4 nages.
En 2003, lors des Championnats de France à Saint-Étienne, elle obtient cinq médailles d'or (400, 800, 1 500 mètres nage libre ; 50 et 100 mètres dos), bat quatre records de France et se qualifie pour les Championnats du monde de Barcelone. Privée de son entraîneur-mentor, elle obtient des résultats décevants (7e du 50 mètres dos, 11e du 100 mètres dos, 13e du 400 mètres nage libre et 19e du 800 mètres nage libre). Toutefois, l'année 2003 se clôt sur une médaille de bronze sur 100 mètres dos obtenue lors des Championnats d'Europe en petit bassin à Dublin.
En 2004, lors des Championnats de France à Dunkerque, elle obtient quatre titres nationaux (400 et 800 mètres nage libre ; 50 et 100 mètres dos). Lors des Championnats d'Europe à Madrid, elle obtient trois médailles d'or (400 mètres nage libre, 100 mètres dos et le relais 4 × 100 mètres 4 nages).
Aux Jeux olympiques d'Athènes en 2004, elle gagne trois médailles olympiques (médaille d'or sur 400 m nage libre, argent sur 800 m nage libre et bronze sur 100 m dos) et donne à la France sa première médaille d'or dans une épreuve de natation depuis Jean Boiteux à Helsinki en 1952.
En 2005, lors des Championnats de France à Nancy, elle obtient cinq titres nationaux (400, 800, 1 500 mètres nage libre ; 50 et 100 mètres dos). Aux Championnats du monde à Montréal, elle obtient la médaille d'or sur 400 mètres nage libre. Aux Championnats de France en petit bassin à Chalon-sur-Saône, elle remporte six titres nationaux (400, 800, 1 500 mètres nage libre ; 50, 100 mètres dos ; 200 mètres 4 nages) et bat huit records. Aux Championnats d'Europe en petit bassin à Trieste, elle obtient trois médailles d'or (400, 800 mètres nage libre ; 100 mètres dos) et bat les records mondiaux du 400 mètres (3 min 56 s 79) et du 800 mètres nage libre (8 min 11 s 25). À la fin de l'année, elle remporte les interclubs avec le CN Melun.

### Consécration
Lors des Championnats de France 2006 à Tours, elle gagne neuf titres nationaux (200, 400, 800, 1 500 mètres nage libre ; 100 et 200 mètres dos ; 200 et 400 mètres 4 nages ; relais 4 × 200 mètres nage libre avec son club de Melun) et bat le 12 mai 2006 le mythique record du monde du 400 mètres nage libre en grand bassin (50 m), qui était détenu depuis les Jeux olympiques de Séoul en 1988 par l'Américaine Janet Evans, l'abaissant de 4 min 3 s 85 à 4 min 3 s 03.
Le 6 août 2006, elle le bat à nouveau lors de la finale des Championnats d'Europe de natation 2006 à Budapest, l'abaissant à 4 min 02 s 13. Lors de ces Championnats d'Europe, elle obtient en tout sept médailles (4 en or : 400 et 800 mètres nage libre, 100 mètres dos et 200 mètres 4 nages ; 3 en bronze : 200 mètres nage libre, relais 4 × 200 mètres nage libre et 4 × 100 mètres 4 nages), égalant ainsi le record du nombre de titres dans un même Championnat d'Europe détenu par l'Allemande de l'Est Ute Geweniger (1981) et la Hongroise Krisztina Egerszegi (1993).
Elle a été sacrée championne des champions français par le quotidien L'Équipe en 2004, est décorée de la Légion d'honneur, se voit décerner le prix du patriotisme Maurice-Schumann, et le Grand Prix olympique de l'Académie des sports. En 2006, elle obtient même le Grand Prix général de celle-ci, du plus bel exploit sportif dans le monde, pour ses records du monde du 400 m nage libre battu à deux reprises, titres européens et nationaux.
Un bassin olympique Laure-Manaudou a été inauguré près de son centre d'entraînement de Melun. Par ailleurs Laure, en étroite collaboration avec son équipementier Arena, a lancé le 10 octobre 2005 Catch me if you can, une collection de vêtements de sport frappée du papillon — symbole des « quatre étapes » de sa vie depuis son départ d'Ambérieu-en-Bugey pour Melun —, qu'elle s'est fait tatouer à l'épaule.
Le 12 août 2006, Philippe Lucas annonce son départ du club avec Laure Manaudou pour rejoindre celui de Canet-en-Roussillon : Canet 66 natation. Elle reprend l'entraînement le 6 septembre 2006.
À l'occasion des championnats du monde de natation 2007 de Melbourne (Australie), elle confirme son statut de favorite en remportant deux médailles d'or sur le 400 mètres nage libre et sur le 200 mètres nage libre (dont elle bat le record du monde), deux médailles d'argent sur le 800 mètres nage libre et le 100 mètres dos et une médaille de bronze au relais féminin 4 × 200 m (avec Alena Popchanka, Sophie Huber et Aurore Mongel) et empoche 122 640 euros de récompense. Elle est nommée meilleure nageuse de ces championnats du monde avec l'Américain Michael Phelps.
Le 22 mars 2007, François Pinault, fondateur du groupe PPR, a décidé de s'engager personnellement auprès de Laure Manaudou via Artémis, la holding patrimoniale présidée par son fils François-Henri, et de financer la carrière de la nageuse pendant les cinq années à venir. « C'est un partenariat historique et unique dans le sport français : c'est une opération de mécénat, pas de sponsoring. Laure n'aura aucune obligation », a déclaré Didier Poulmaire, avocat et agent de la nageuse. Celle-ci pourrait ainsi, « si elle en a l'envie et le temps », apparaître dans des soirées caritatives ou lors des défilés des marques de luxe du groupe, comme Gucci ou Stella McCartney. Le contrat signé porterait sur plusieurs millions d'euros. Le chiffre d'un million d'euros annuel a été avancé. Il pourrait être prolongé si la championne olympique et du monde du 400 m nage libre participe aux Jeux olympiques de Londres en 2012.

### Mai 2007: rupture avec Philippe Lucas et «aventure» italienne
Le 6 mai 2007, Laure Manaudou décide de se séparer de son entraîneur pour partir s'entraîner en Italie et se rapprocher ainsi de son petit ami d'alors, Luca Marin. Elle a déclaré qu'« entre l'Italie et la France, je choisis Luca, l'amour de ma vie ».
Le 9 mai, lors d'une conférence de presse à Canet-en-Roussillon, elle explique son choix de rejoindre le club turinois de LaPresse Nuoto et qu'elle va essayer de donner un nouvel élan à sa carrière, « changer d'entraînement », « modifier des choses » : « Il y a des choses que je voulais travailler et que Philippe ne voulait pas faire. Des choses qui, je pense, sont capables de me faire nager plus vite. » Elle a par ailleurs précisé qu'elle restait « française de toute façon » — elle conserve sa licence à Canet-en-Roussillon pour continuer à défendre les couleurs de la France dans les compétitions internationales — et qu'elle visait un nouveau titre aux Jeux olympiques de Pékin.
Réagissant au départ de son ancienne protégée, Philippe Lucas a déclaré lors d'une conférence de presse à Canet-en-Roussillon, le 10 mai, que Laure Manaudou « part parce qu'elle a envie de moins travailler. Elle fuit le travail. » Ces propos surviennent après l'interview de la nageuse au quotidien italien La Stampa où elle affirme qu'elle ne « supporta[it] plus physiquement les entraînements » dirigés par Philippe Lucas (« Non reggevo più fisicamente gli allenamenti di Lucas. »).
Après de multiples tergiversations, la Fédération italienne de natation ayant le 14 mai dit « préférer » que Laure Manaudou ne s'entraîne pas dans la péninsule puis ayant finalement déclaré le lendemain être disposée à l'accueillir, Laure Manaudou devrait s'entraîner trois jours par quinzaine à Vérone, soit au même endroit que son petit ami d'alors, le nageur italien Luca Marin, tandis que ce dernier s'entraînerait à Turin en alternance, également pendant trois jours une semaine sur deux, information aussitôt démentie par la Federnuoto.
Le 17 mai, lors d'une conférence de presse à Turin, Laure Manaudou a précisé les raisons de son choix.
Le 22 mai, nouveau coup de théâtre : la nageuse française ne pourrait pas s'entraîner à Vérone avec son petit ami d'alors, Luca Marin, dans le centre fédéral italien. Selon Marco Durante, président du club, Vérone, ce serait « une fois sur mille ». Toutefois, la veille, Laure Manaudou s'était entraînée à Vérone avant de reprendre la route pour Turin. Par ailleurs, les deux nageuses italiennes, Federica Pellegrini et Alessia Filippi, qui s'entraînent à Vérone, ne verraient pas d'un très bon œil la présence de la Française auprès d'elles. Federica Pellegrini, grande rivale de Manaudou sur 200 m, a ainsi affirmé : « On s'est entraînées chacune de notre côté. Moi ça ne me dérange pas que Laure s'entraîne à Vérone de temps en temps. Mais pas plus. Je l'ai dit à Alberto Castagnetti. Jusqu'aux JO de Pékin, ça ne pourra pas être autrement. Mais je n'ai absolument rien contre Laure. »
Le 29 mai, Laure Manaudou, jetée à l'eau par Nicola Febbraro et Leonardo Tumiotto, deux de ses compagnons d'entraînement, est victime d'une fracture « au quatrième métatarse du pied gauche » selon un communiqué de son club LaPresse. Elle ne participe pas aux compétitions de Modène (2-3 juin), Canet-en-Roussillon (9-10 juin) et Monte-Carlo (16-17 juin).

### Vers les Jeux olympiques de Pékin

#### Championnats de France 2007: un retour attendu
Après sa blessure qui l'avait retenue hors des bassins pendant trois semaines, Laure Manaudou participe aux championnats de France de natation 2007 qui se disputent du 24 au 28 juin à Saint-Raphaël (Var). Initialement, elle devait s'y aligner sur huit épreuves : les 50 et 100 m dos, les 200, 400, 800 et 1 500 m nage libre, le 200 m 4 nages et le 200 m papillon, mais elle choisit de faire l'impasse sur les 1 500 m nage libre et 200 m quatre nages afin d'être à son maximum pour les courses et faciliter la récupération.
Le 24 juin, elle s'impose, non sans difficultés, sur le 800 m nage libre, en 8 min 31 s 26, devant Coralie Balmy (8 min 32 s 01) et Sophie Huber (8 min 32 s 20). Après ce 43e titre national, Laure Manaudou finit 3e du 200 m papillon (2 min 12 s 73), derrière Aurore Mongel (2 min 10 s 63) et Magali Rousseau (2 min 10 s 87).
Le 25 juin, Laure Manaudou s'impose en finale du 50 m dos, une discipline qui n'a jamais été sa priorité lors des compétitions internationales. Elle devance Alexandra Putra (29 s 35) et Esther Baron (29 s 43). Mais elle a échoué, en 28 s 93, à neuf centièmes de son propre record établi en mars à Melbourne.
Le 26 juin, lors de la troisième journée, elle fait taire ses détracteurs qui critiquaient ses performances, jugées modestes, après sa séparation avec son entraîneur Philippe Lucas et son départ pour s'entraîner en Italie, en remportant, après ses deux médailles d'or (sur le 800 mètres et le 50 mètres dos), le 400 mètres nage libre — sa distance de prédilection — avec plus de six secondes d'avance sur Coralie Balmy. La championne olympique a signé le temps de 4 min 03 s 38, à seulement 1 s 25 de son propre record du monde, réalisant ainsi sa quatrième meilleure performance sur la distance.
Le 27 juin, Laure Manaudou remporte un 4e titre. La nageuse de Canet s'est imposée en finale du 200 m nage libre en 1 min 57 s 48. Elle devance Alena Popchanka et Coralie Balmy.
Le 28 juin, elle remporte deux nouveaux titres : tout d'abord la finale du 100 mètres dos où elle s'impose en 1 min 01 s 22, son dixième temps personnel, — performance assez éloignée de son record d'Europe (59 s 87) établi lors de la finale du 100 m dos des Mondiaux 2007 derrière l'Américaine Natalie Coughlin (59 s 44) —, devançant Esther Baron (1 min 01 s 71) ; puis la finale du relais 4 × 100 m 4 nages avec son club de Canet (4 min 08 s 95 et record de France des clubs).
Ces Championnats de France ont donc vu Laure Manaudou s'imposer sur 200, 400, 800 m nage libre, 50 et 100 m dos pour un total de 47 trophées de championne de France, dont 28 en grand bassin.

#### Le«feuilleton Manaudou»: fin de l'aventure italienne et retour à Ambérieu
Le 6 août 2007, après une participation attendue à l'Open de Paris de natation, Laure Manaudou est licenciée à cause de tensions avec son entraîneur Paolo Penso. Le club turinois lui reproche « son attitude, son refus de faire le relais ou les échauffements » lors de cette compétition.
Dans l'après-midi suivant la révélation de ce licenciement, le conseiller juridique de la championne, Didier Poulmaire, a précisé que Manaudou et son entourage avaient engagé « depuis un moment déjà et avaient accéléré le week-end dernier des contacts, [afin qu'elle] retrouve des conditions de vie et d'entraînement à la hauteur de son talent et de son ambition » et qu'elle demeurait licenciée au club de Canet-en-Roussillon (Canet 66 natation).
Le 7 août, Jean-Luc Manaudou, le père de Laure Manaudou, annonce dans un entretien accordé au quotidien sportif L'Équipe, que Nicolas Manaudou, frère aîné de Laure et entraîneur de Florent — le frère cadet, champion de France cadets du 50 m nage libre en 2007 — prendra en charge l'entraînement de la nageuse française à Ambérieu-en-Bugey (Ain) après deux semaines de vacances aux Maldives.
Le 28 août, après plusieurs rumeurs durant le mois d'août sur son futur lieu d'entraînement, Laure Manaudou annonce, lors d'une conférence de presse, qu'elle a besoin de temps avant de prendre une décision finale concernant son avenir immédiat. La championne olympique française va s'entraîner pendant le mois de septembre sous la tutelle de son frère Nicolas, à Ambérieu. Pour la suite, elle « [se] donne quinze jours, trois semaines pour savoir exactement ». Après avoir exclu de retourner à Turin, elle a confirmé qu'elle ne reviendrait pas s'entraîner à Canet, aux côtés de son ancien entraîneur, Philippe Lucas, et a écarté la possibilité de rejoindre l'équipe Lagardère.
Le 22 septembre, elle annonce qu'elle reste s'entraîner à Ambérieu-en-Bugey, sous les ordres de son frère Nicolas, pour préparer les Jeux olympiques de 2008. Elle utilisera le petit bassin d'Ambérieu et le bassin olympique d'Oyonnax.
Après une année 2007 marquée par cinq médailles mondiales dont deux médailles d'or, un record du monde et deux records d'Europe, Laure Manaudou est désignée nageuse de l'année 2007 par le mensuel américain Swimming World Magazine. Elle devient à cette occasion la première nageuse française distinguée au niveau mondial. La Française devient, pour ce magazine, « nageuse européenne de l'année » pour la seconde année consécutive.
Depuis son retour en France, elle entretient une relation avec le dossiste français Benjamin Stasiulis. Courant décembre 2007, des captures d'écran d'une vidéo licencieuse prise par téléphone portable montrant Laure Manaudou sont diffusées sur Internet au lendemain d'une nouvelle altercation avec Luca Marin lors des championnats d'Europe en petit bassin. L'intéressé a cependant démenti être responsable de la diffusion de ces photos. Dans son livre écrit avec la collaboration de la journaliste Marion Festraëts Entre les lignes (Michel Lafon), sorti en octobre 2014 ainsi que dans son témoignage dans l'émission Sept à huit diffusée le 5 octobre 2014, elle confie que ces photos ont été prises et diffusées par Pierre Henri, son compagnon de l'époque.

#### Championnats d'Europe à Eindhoven
Programme allégé pour Laure Manaudou. Sur 200 m dos, nouvelle épreuve pour elle sur le plan international, elle bat deux fois le record de France et remporte le titre. Sur 100 m dos, après avoir repris son record d'Europe en demi-finale, elle échoue pour la victoire derrière la Russe Anastasia Zueva qui reprend le record. Enfin, elle participe à la victoire française sur le relais 4 × 200 m. Elle ne prend pas le départ du 800 m où elle était engagée et fait l'impasse sur le 400 m, course au cours de laquelle sa rivale Federica Pellegrini lui prend le record du monde de la distance en 4 min 01 s 53.

#### Championnats de France à Dunkerque
Avec le même programme et le même horaire qu'à Pékin (sur huit journées), les championnats de France sont qualificatifs pour les Jeux. Laure est engagée dans 6 épreuves : 100 m, 200 m, 400 m, 800 m nage libre et 100 m et 200 m dos.
Le lundi 21 mai, après 2 qualifications le matin avec le meilleur temps sur 100 m dos et 400 m nage libre, elle gagne, l'après-midi, sa demi-finale du 100 m dos mais finit 3e du 400 m, battue par la Roumaine Camelia Potec et sa compatriote Coralie Balmy. En 4 min 6 s 67, elle est qualifiée pour Pékin mais c'est sa première défaite sur cette distance depuis 2004.
Le mardi 22, elle réalise le 4e temps des séries sur 200 m nage libre le matin. L'après-midi, elle déclare forfait pour la demi-finale de cette distance pour se consacrer à la finale du 100 m dos qu'elle remporte en 1 min 0 s 00.
Jeudi 24 mai, elle ne prend pas le départ du 100 m nage libre, ni du 800 m le lendemain. Vendredi 25, elle réalise le 2e temps en séries du 200 m dos, remporte sa demi-finale puis la finale le lendemain en 2 min 6 s 64, nouveau record de France, gagnant ainsi son troisième billet pour Pékin.

### Jeux olympiques de Pékin: la désillusion
Alignée sur 400 mètres nage libre — distance sur laquelle elle a obtenu l'or olympique lors des Jeux d'Athènes en 2004 et dont elle a longtemps détenu le record du monde —, sur 100 mètres et 200 mètres dos, ainsi que sur le relais 4 × 100 mètres quatre nages, Laure Manaudou ne parvient pas à remporter de médaille lors des Jeux de Pékin.
Le 10 août, elle finit deuxième de sa série du 400 mètres nage libre en 4 min 4 s 93 (devancée par la Roumaine Camelia Potec qui réalise 4 min 4 s 55), temps qui lui permet d'accrocher la huitième et dernière place qualificative pour la finale. Lors de ces séries, sa rivale italienne Federica Pellegrini, détentrice du record du monde de la distance, bat le record olympique de Janet Evans en 4 min 2 s 19. Le lendemain, en finale, partant à la ligne d'eau n°8 — comme lors de la finale du 400 mètres remportée aux championnats du monde de Montréal en 2005 —, elle est en tête aux 150 mètres avant de lâcher prise à mi-course et de terminer dernière en 4 min 11 s 26, à 8 s 04 de la première, la Britannique Rebecca Adlington.
Sur 100 mètres dos, deuxième de sa série (1 min 0 s 09, derrière la Japonaise Reiko Nakamura, qui bat le record olympique en 59 s 36) puis quatrième de sa demi-finale (1 min 0 s 19, derrière la Zimbabwéenne Kirsty Coventry, record du monde en 58 s 77, la Russe Anastasia Zueva, 59 s 77, et l'Américaine Margaret Hoelzer, 59 s 84), elle se trouve une nouvelle fois à la huitième et dernière place qualificative pour la finale. Le 12 août, elle ne parvient pas à entrer dans sa finale et termine septième en 1 min 0 s 10.
Marquée par ce nouvel échec, elle s'aligne cependant sur 200 mètres dos le 14 août. Troisième de sa série en 2 min 9 s 39 (derrière la Chinoise Zhao Jing, 2 min 8 s 97, et la Russe Anastasia Zueva, 2 min 9 s 01), elle échoue, le lendemain, à accéder en finale, laissant filer sa demi-finale et finissant huitième en 2 min 12 s 04 (15e et avant-dernier temps des demi-finales).
Après avoir souhaité s'aligner sur le relais 4 × 100 mètres quatre nages, elle décide de ne pas prendre part à la course.
La veille de cette élimination, elle a confié vouloir faire un « long break », « prendre le temps de la réflexion. » Elle a par ailleurs écarté l'hypothèse d'un retour à Canet-en-Roussillon auprès de Philippe Lucas. Le journal L'Alsace-Le Pays évoque, quant à lui, un éventuel rapprochement avec le Team Lagardère, piste qui avait déjà été avancée à plusieurs reprises depuis son départ de Canet-en-Roussillon,,. Le 22 août, son entraîneur Lionel Horter confirme le départ de la nageuse du Mulhouse Olympic Natation,,.

### 2008-2009: une saison tronquée et l'annonce de la retraite sportive
Le 6 octobre 2008, Laure Manaudou rend officielle son arrivée au Cercle des nageurs de Marseille, où elle rejoint le « team Marseille 2012 by CNM ».
À Angers, aux Championnats de France en petit bassin, elle est inscrite sur 50 m, 100 m, 200 m, 400 m nage libre et les trois épreuves en dos. La première journée, elle finit, en 2 min 8 s 69, 3e du 200 mètres dos, derrière Alexianne Castel (2 min 3 s 22, nouveau record de France) et Cloé Crédeville (2 min 8 s 65) et 8e des séries du 50 m nage libre en 25 s 91. Pour la suite, elle fait l'impasse sur la nage libre et s'impose sur les 50 mètres et 100 mètres dos, respectivement en 27 s 30 et 57 s 99, nouveaux records des championnats. Avec 52 titres depuis le début de sa carrière, dont 30 en grand bassin, elle devient la nageuse la plus titrée lors des Championnats de France de natation, dépassant ainsi Claude Mandonnaud (50 titres entre 1966 et 1974).
À Rijeka, aux Championnats d'Europe en petit bassin, elle est engagée sur 50 m, 100 m et 200 m dos. Elle gagne sa 41e médaille internationale sur 100 m dos en terminant 3e en 57 s 16. Sur 200 m dos, elle termine 3e des séries derrière deux compatriotes, Alexandra Putra et Alexianne Castel ; elle ne peut donc participer à la finale pour cause de quota. Elle déclare forfait pour le 50 m dos et ne se qualifie pas avec l'équipe de France du 4 × 50 m 4 nages (10e en séries).
Fin décembre, elle participe au meeting international (petit bassin) de l'océan Indien à Saint-Paul de la Réunion. Elle y bat le record de France des clubs du 4 × 100 m 4 nages en 3 min 59 s 87 (58 s 62 en dos) avec ses coéquipières du CN Marseille Andréa Baudry, Diane Bui Duyet et Angéla Tavernier. C'est son 89e record national chez les seniors.
Le 21 janvier 2009, évoquant un « état de saturation qui la prive du plaisir de nager », elle décide de mettre un terme à sa saison. Révélée par le quotidien La Provence, l'information est confirmée sur les ondes de RTL par le président du cercle des nageurs de Marseille, Paul Leccia.
En septembre 2009, Laure Manaudou déclare mettre un terme définitif à sa carrière de nageuse et envisage de commencer une formation de décoratrice d'intérieur. Elle s'associe par ailleurs à son ancien mentor, Philippe Lucas, dont elle sera la marraine du futur « Team Lucas », à Saint-Germain-en-Laye.
Le 2 avril 2010, elle donne naissance à Manon, fille du nageur Frédérick Bousquet.

### 2011: un retour à la compétition

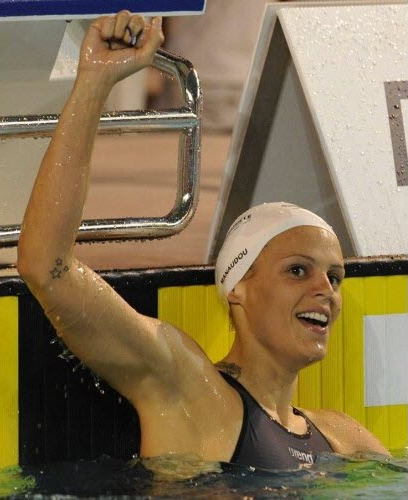
Laure Manaudou aux championnats de France de 2012.

Le 26 juin 2011, Laure Manaudou, qui avait annoncé fin septembre 2010 qu'elle reprenait les entraînements, déclare vouloir reprendre la compétition, confirmant ainsi les rumeurs d'un retour de la nageuse.
Le 14 juillet 2011, pour la première course de son retour à la compétition, Laure Manaudou bat, en séries, son record personnel sur 50 m nage libre en 25 s 93 à Athens, temps qu'elle améliore, en finale, en 25 s 84. Cette performance lui aurait permis de figurer sur le podium des championnats de France de mars 2011. Elle signe une performance équivalente sur 200 m dos (2 min 10 s 20). Elle participe aussi au 100 m nage libre (56 s 51 en séries), au 200 m nage libre (1 min 59 s 30) et au 100 m dos (1 min 1 s 12).
En mars 2012, elle obtient à Dunkerque les titres de championne de France sur les trois distances de dos, se qualifiant pour les Jeux olympiques sur 100 et 200 m dos ainsi que sur les 50, 100 et 200 m dos pour les championnats d'Europe. À cette occasion, elle bat deux fois son record de France sur 50 m dos, le portant à 28 s 13.

### 2012: les JO de Londres

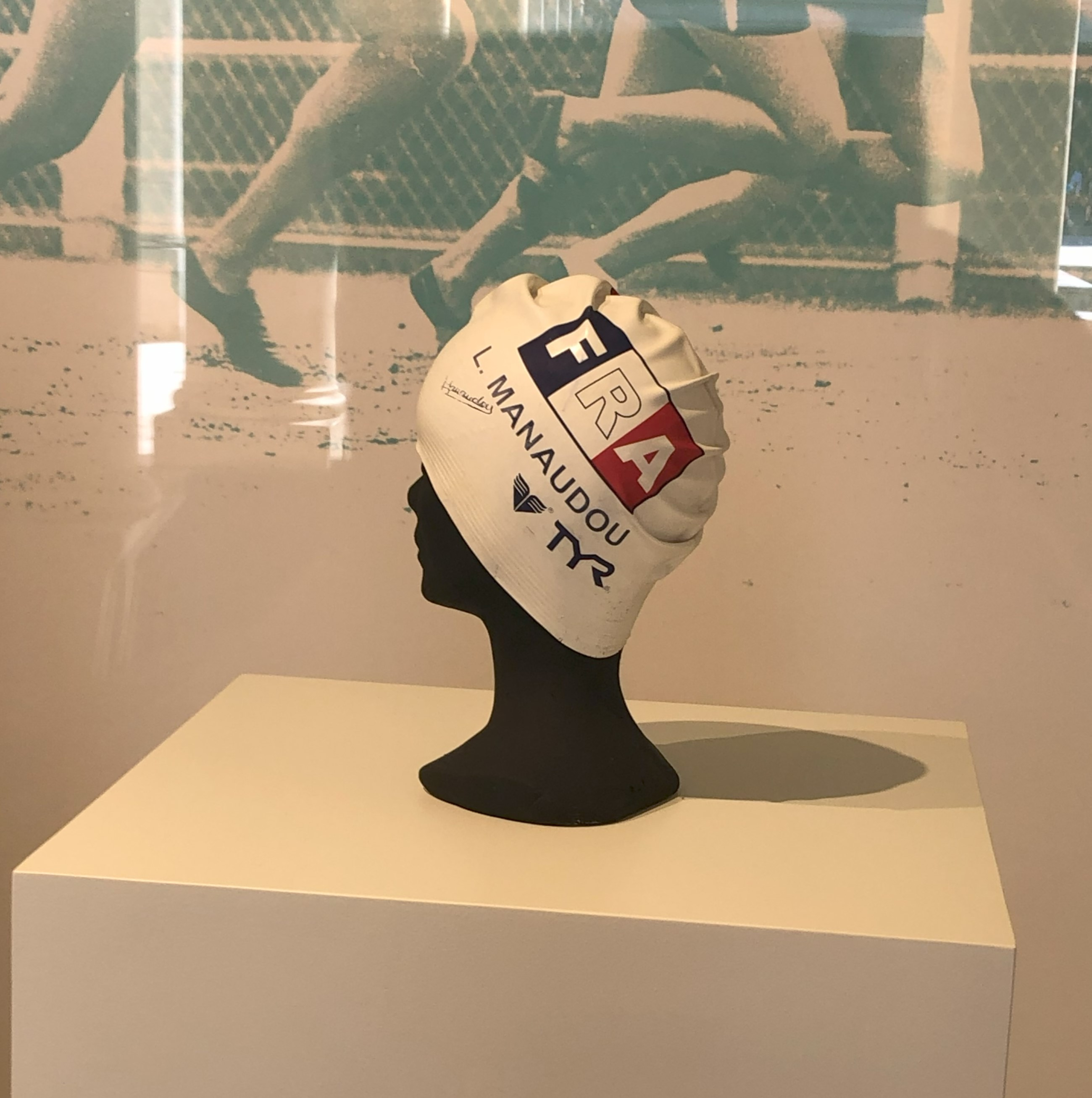
Bonnet de bain de Laure Manaudou.

Laure se qualifie pour les Jeux de Londres en 2012, mais elle est éliminée dès les séries du 100 m dos avec le 22e temps et du 200 m dos avec le 30e temps global.
En novembre, elle participe aux championnats d'Europe en petit bassin, à Chartres, que les médias estiment être sa dernière compétition officielle. Laure Manaudou monte sur le podium en trois occasions, obtenant une médaille d'or (50 m dos), une médaille d'argent (100 m dos) et une médaille de bronze dans le relais 4 × 50 m 4 nages. Interviewée par France Télévisions à la suite de la finale du relais 4 × 50 m 4 nages, elle ne donne pas de détails sur son futur, sans confirmer ni démentir les rumeurs sur sa retraite sportive.

### Annonce de sa retraite
Laure annonce sa retraite sportive définitive le mercredi 30 janvier 2013 en direct de l'émission Le Grand Journal sur Canal+. Sa décision était probablement déjà prise au moment des Championnats d'Europe de novembre 2012 mais elle ne voulait pas faire d'annonce officielle alors que la compétition n'était pas terminée pour ses camarades de l'équipe de France. Lors de cette émission chez Michel Denisot, elle annonce également être enceinte d'un second enfant.

### Reconversion
En 2015, elle devient consultante pour France Télévisions. Elle commente les Championnats du monde de natation 2015 avec Alexandre Boyon, Philippe Lucas et Nelson Monfort. Elle commente aussi les Championnats d'Europe 2016 à Londres et les Jeux Olympiques de Rio 2016 avec la même équipe. En 2017, elle cède sa place à son frère Florent.
En 2018, elle participe à Fort Boyard en compagnie de son frère Florent, des nageurs Camille Lacourt et Grégory Mallet, et des animateurs Vincent Cerutti et Nathalie Simon. L'équipe remporte 13 250€ pour l'association Naevus 2000.
En 2019, elle participe à la saison 4 du Meilleur Pâtissier, spécial célébrités sur M6, émission qu'elle remporte.
En 2020, elle participe à la Saison 2 de Mask Singer sur TF1. Cachée sous le costume du Loup, elle est la première éliminée de la saison, après une seule prestation sur la chanson Oui ou non d'Angèle.
En 2024, elle commente les épreuves de natation des Jeux olympiques et paralympiques de Paris 2024 pour France Télévisions avec le nageur Camille Lacourt et le journaliste Alexandre Boyon depuis Paris La Défense Arena à Nanterre. 
Elle poursuit une formation en kinésiologie, ce qui crée la polémique puisque cette méthode n'est pas reconnue scientifiquement. 

## Carrière d'autrice
Laure Manaudou commence sa carrière d’auteur, avec son premier livre le 9 octobre 2014. C’est une autobiographie, Entre les lignes, co-écrit avec la journaliste Marion Festraëts, aux éditions Michel Lafon, dans laquelle elle évoque sa carrière de nageuse mais aussi des thèmes de sa vie privée. Dans celui-ci, on découvre sa grande timidité ainsi que sa rage de gagner à tout prix. Elle le souligne d’ailleurs par son prénom « l’or » Manaudou, comme si elle était prédestinée à la victoire. On suit son parcours en tant que nageuse boudeuse et amoureuse, qui veut tout sauf nager, ses échecs comme ses victoires jusqu’à la championne olympique et la mère. Son livre veut battre en brèche l'image d'une championne froide et arrogante que les journaux lui ont attribuée.

## Carrière cinématographique
À partir de 2009, ayant décidé de mettre fin à sa carrière de nageuse professionnelle, Laure Manaudou se lance alors dans une carrière d'actrice de cinéma, domaine pour lequel elle a déjà joué un petit rôle en 2008 dans le film français Le Coach réalisé par Olivier Doran aux côtés entre autres de Jean-Paul Rouve, Richard Berry et Anne Marivin,.

### Filmographie
- 2008 : Laure Manaudou, l'envol du papillon, documentaire de Cyril Tricot, raconté par Jeanne Moreau : elle-même
- 2009 : Le Coach d'Olivier Doran : elle-même
- 2010 : Une belle gifle de Jean Bodon : Mme Nakache
- 2013 : Nos chers voisins : Avis de tempête : Élisa, une recenseuse peu efficace.
- 2025 : Laure ! Laure ! Laure !, documentaire de Laurie Delhostal et Guillaume Priou : elle-même[75],[76]

## Participations à la télévision
- 2013 : Splash : Le grand plongeon sur TF1 : jurée
- 2013 : Génération eau fragile sur Ushuaïa TV : animatrice
- 2016 : À l'état sauvage sur M6 : candidate
- 2018 : Fort Boyard sur France 2 : candidate
- 2019 : Le Meilleur Pâtissier, spécial célébrités sur M6 : candidate
- 2020 : Mask Singer (saison 2) sur TF1 : candidate
- 2021 : Celebrity Hunted, sur Amazon Prime Video : candidate
- 2023-2024 : Aux Jeux, citoyens ! sur France 3 : chroniqueuse

## Vie privée
Laure Manaudou a eu avec le champion de natation Frédérick Bousquet une fille, Manon, née le 2 avril 2010.
Depuis début 2015, elle était en couple avec le chanteur Jérémy Frérot ; ils se marient le 12 mai 2018 dans les Landes. De cette union sont issus deux garçons : Lou, né le 18 juillet 2017 et Sacha, né le 9 janvier 2021. En juillet 2022, ils sont victimes des incendies en Gironde et doivent évacuer leur domicile. Le couple annonce sa séparation le 21 avril 2024.

## Palmarès
Laure Manaudou a récolté en tout 127 médailles dont 86 en or.

### Championnats internationaux
| Nage libre | 200 m     |                 |                     |                                |              | 1 min 55 s 52 RM    |              | 1 min 58 s 38    |                  |
| Nage libre | 400 m     | 4 min 5 s 34 RE | 4 min 11 s 26 (8e)  |                                | 4 min 6 s 44 | 4 min 2 s 61 RC     | 4 min 7 s 90 | 4 min 2 s 13 RM  |                  |
| Nage libre | 800 m     | 8 min 24 s 96   |                     |                                |              | 8 min 18 s 80 RE    |              | 8 min 19 s 29 RE |                  |
| Nage libre | 1 500 m   |                 |                     |                                |              | 16 min 42 s 17 (8e) |              |                  |                  |
| Nage libre | 4 × 200 m |                 |                     |                                |              | 7 min 55 s 96 RF    |              | 7 min 56 s 44 RF | 7 min 52 s 09 RF |
| Dos        | 100 m     | 1 min 0 s 88    | 1 min 0 s 10 (7e)   | 1 min 1 s 03 (22e des séries)  |              | 59 s 87 RE          | 1 min 0 s 93 | 1 min 0 s 88     | 1 min 0 s 05     |
| Dos        | 200 m     |                 | 2 min 12 s 04 (15e) | 2 min 14 s 29 (30e des séries) |              |                     |              |                  | 2 min 7 s 99 RF  |
| 4 nages    | 200 m     |                 |                     |                                |              |                     |              | 2 min 12 s 69    |                  |
| 4 nages    | 4 × 100 m |                 |                     |                                |              |                     | 4 min 5 s 96 | 4 min 3 s 64 RF  |                  |

NB : 22 médailles dont 13 titres

### Championnats d'Europe

#### Juniors
- Championnats d'Europe de natation juniors 2001 à Malte
  -  médaille d'argent sur 50 m dos (29 s 71)
  -  médaille d'argent sur 100 m dos (1 min 3 s 66)
- Championnats d'Europe de natation juniors 2002 à Linz (Autriche)
  -  médaille d'argent sur 50 m dos (29 s 45)
  -  médaille d'or sur 100 m dos (1 min 1 s 88)
  -  médaille d'argent sur 200 m 4 nages (2 min 17 s 03)

NB : 5 médailles dont 1 titre

#### Petit bassin
- Championnats d'Europe de natation 2003 en petit bassin à Dublin (Irlande)
  -  médaille de bronze sur 100 m dos (58 s 99)
- Championnats d'Europe de natation 2005 en petit bassin à Trieste (Italie)
  -  médaille d'or sur 400 m nage libre (3 min 56 s 79 RM)
  -  médaille d'or sur 800 m nage libre (8 min 11 s 25 RM)
  -  médaille d'or sur 100 m dos (58 s 12)
- Championnats d'Europe de natation 2006 en petit bassin à Helsinki (Finlande)
  -  médaille d'or sur 400 m nage libre (3 min 56 s 09 RM)
  -  médaille d'or sur 800 m nage libre (8 min 12 s 24)
  -  médaille d'or sur 100 m dos (57 s 87 RF)
- Championnats d'Europe de natation 2007 en petit bassin à Debrecen (Hongrie)
  -  médaille d'or sur 100 m dos (57 s 34 RE)
  -  médaille d'or sur 400 m nage libre (3 min 57 s 43)
  -  médaille d'argent sur 200 m nage libre (1 min 54 s 15)
  -  médaille de bronze sur 4 × 50 m 4 nages (27 s 13 en dos pour un temps total de 1 min 48 s 39 avec Anne-Sophie Le Paranthoën, Alena Popchanka, Malia Metella)
- Championnats d'Europe de natation 2008 en petit bassin à Rijeka (Croatie)
  -  médaille de bronze sur 100 m dos (57 s 16)
- Championnats d'Europe de natation 2012 en petit bassin à Chartres (France)
  -  médaille d'or sur 50 m dos (26 s 78 RF)
  -  médaille d'argent sur 100 m dos (57 s 70)
  -  médaille de bronze sur 4 × 50 m 4 nages (1 min 47 s 41 avec Fanny Babou, Mélanie Henique, Anna Santamans)

NB : 15 médailles dont 9 titres

### Jeux méditerranéens
- Jeux méditerranéens 2005 à Almeria (Espagne)
  -  médaille d'or sur 400 m nage libre (4 min 8 s 90)
  -  médaille d'or sur 50 m dos (29 s 17)

NB : 2 titres

### Championnats de France

#### Jeunes
| Événements            | Nage libre | Nage libre | Nage libre   | Nage libre    | Nage libre    | Dos          | 4 nages       | 4 nages       | Relais       | Relais       | Relais       |
| Événements            | 50 m       | 100 m      | 200 m        | 400 m         | 800 m         | 100 m        | 200 m         | 400 m         | 4 × 100 m NL | 4 × 200 m NL | 4 × 100 m 4N |
| --------------------- | ---------- | ---------- | ------------ | ------------- | ------------- | ------------ | ------------- | ------------- | ------------ | ------------ | ------------ |
| Minimes               |            |            |              |               |               |              |               |               |              |              |              |
| 2000 Chalon-sur-Saône | -          | -          | -            | -             | -             | 1 min 7 s 64 | -             | -             | -            | -            | -            |
| Cadettes              |            |            |              |               |               |              |               |               |              |              |              |
| 2002 Chalon-sur-Saône | -          | 57 s 41    | -            | 4 min 19 s 34 | 8 min 59 s 59 | -            | 2 min 17 s 62 | -             | -            | -            | -            |
| Juniors               |            |            |              |               |               |              |               |               |              |              |              |
| 2002 Chalon-sur-Saône | -          | -          | -            | -             | -             | -            | -             | -             | 1re          | 1re          | 1re          |
| 2004 Mennecy          | 26 s 63    | 57 s 59    | 2 min 0 s 60 | -             | -             | -            | -             | 4 min 53 s 36 | -            | -            | -            |

NB : 13 médailles dont 11 titres

#### Grand bassin
| Événements            | Nage libre    | Nage libre           | Nage libre       | Nage libre            | Dos        | Dos                | Dos             | Papillon | Papillon      | 4 nages          | 4 nages          | Relais       | Relais       | Relais       |
| Événements            | 200 m         | 400 m                | 800 m            | 1 500 m               | 50 m       | 100 m              | 200 m           | 100 m    | 200 m         | 200 m            | 400 m            | 4 × 100 m NL | 4 × 200 m NL | 4 × 100 m 4N |
| --------------------- | ------------- | -------------------- | ---------------- | --------------------- | ---------- | ------------------ | --------------- | -------- | ------------- | ---------------- | ---------------- | ------------ | ------------ | ------------ |
| 2000 Rennes           | -             | -                    | -                | -                     | -          | Modèle:Neure (14e) | -               | -        | -             | -                | -                | -            | -            | -            |
| 2001 Chamalières      | -             | -                    | -                | -                     | -          | 1 min 4 s 45       | 2 min 18 s 06   | -        | -             | -                | -                | -            | -            | -            |
| 2002 Chalon-sur-Saône | -             | -                    | -                | -                     | 29 s 50 CF | 1 min 2 s 98       | 2 min 15 s 55   | -        | -             | -                | -                | 2e           | 4e           | 2e           |
| 2003 Saint-Étienne    | -             | 4 min 10 s 68 CF, RF | 8 min 33 s 92 RF | 16 min 34 s 14 CF, RF | 29 s 39 CF | 1 min 1 s 68 CF    | -               | -        | -             | -                | -                | 4e           | -            | 3e           |
| 2004 Dunkerque        | -             | 4 min 8 s 72 RF      | 8 min 31 s 21 CF | -                     | 29 s 11    | 1 min 0 s 64 RF    | -               | -        | -             | 2 min 15 s 82    | -                | 3e           | -            | 3e           |
| 2005 Nancy            | 2 min 0 s 05  | 4 min 6 s 89         | 8 min 35 s 21    | 16 min 16 s 18 RF     | 29 s 28    | 1 min 1 s 26       | -               | -        | 2 min 16 s 24 | 2 min 16 s 09    | -                | -            | 3e           | 2e           |
| 2006 Tours            | 1 min 57 s 81 | 4 min 3 s 03 RM      | 8 min 25 s 42    | 16 min 3 s 01 RF      | 29 s 06 CF | 1 min 1 s 73       | -               | -        | -             | 2 min 12 s 41 RF | 4 min 40 s 06 RF | 2e           | 1re          | 3e           |
| 2007 Saint-Raphaël    | 1 min 57 s 48 | 4 min 3 s 38         | 8 min 31 s 26    | -                     | 28 s 93    | 1 min 1 s 22       | -               | -        | 2 min 12 s 73 | -                | -                | 1re          | 4e           | 1re RF       |
| 2008 Dunkerque        | -             | 4 min 6 s 67         | -                | -                     | -          | 1 min              | 2 min 6 s 64 RF | -        | -             | -                | -                | -            | -            | -            |
| 2012 Dunkerque        | -             | -                    | -                | -                     | 28 s 13 RF | 1 min              | 2 min 8 s 06    | -        | -             | -                | -                | -            | -            | -            |

NB : 55 médailles dont 36 titres (au 24 mars 2012)
On peut ajouter un titre sur 5 km indoor le 1er mai 2004 à Melun en 58 min 15 s 03.

#### Petit bassin
| Événements            | Nage libre | Nage libre       | Nage libre    | Nage libre       | Dos        | Dos       | Dos          | 4 nages           | 4 nages          | 4 nages          |
| Événements            | 100 m      | 200 m            | 400 m         | 800 m            | 50 m       | 100 m     | 200 m        | 100 m             | 200 m            | 400 m            |
| --------------------- | ---------- | ---------------- | ------------- | ---------------- | ---------- | --------- | ------------ | ----------------- | ---------------- | ---------------- |
| 2004 Dunkerque        | -          | -                | 4 min 4 s 36  | 8 min 26 s 79    | 28 s 51    | 59 s 66   | -            | -                 | 2 min 14 s 20 CF | -                |
| 2005 Chalon-sur-Saône | -          | 1 min 56 s 93    | 4 min RE      | 8 min 18 s 58 RF | 28 s 2     | 59 s 51   | -            | -                 | 2 min 12 s 93    | -                |
| 2006 Istres           | -          | 1 min 54 s 93 RF | 3 min 59 s 66 | 8 min 18 s 47    | 27 s 61    | 58 s 5 RF | 2 min 8 s 14 | 1 h 1 min 42 s RF | 2 min 9 s 20 RF  | 4 min 33 s 73 RF |
| 2007 Nîmes            | 53 s 93    | 1 min 53 s 88    | -             | -                | -          | -         | -            | 1 min             | -                | -                |
| 2008 Angers           | -          | -                | -             | -                | 27 s 30    | 57 s 99   | 2 min 8 s 69 | -                 | -                | -                |
| 2012 Angers           | -          | -                | -             | -                | 27 s 11 RF | 58 s 7    | -            | 1 min             | -                | -                |

NB : 29 médailles dont 25 titres

## Records détenus

### 400 m nage libre
- bassin de 25 m
  - 400 m nage libre Record de France des 17 ans en 4 min 3 s 29 le 6 décembre 2003 à Chalon-sur-Saône
- bassin de 50 m
  - 400 m nage libre Record de France des 17 ans en 4 min 10 s 68 le 13 avril 2003 à Saint-Étienne

### 800 m nage libre
- bassin de 50 m
  - 800 m nage libre Record de France en 8 min 18 s 80 le 31/03/2007 à Melbourne (Australie)

### 1 500m nage libre
- bassin de 25 m
  - 1 500 m nage libre Record de France en 15 min 42 s 39 le 20/11/2004 à La Roche-sur-Yon
- bassin de 50 m
  - 1 500 m nage libre Record de France en 16 min 3 s 1 le 14/05/2006 à Tours

### 50 m dos
- bassin de 25 m
  - 50 m dos Record de France des 16 ans en 28 s 9 le 14/12/2002 à Riesa (Allemagne)
  - 50 m dos Record de France des 15 ans en 28 s 80 le 1/12/2001 à Dunkerque
- bassin de 50 m
  - 50 m dos Record de France des 17 ans en 28 s 86 le 23/07/2003 à Barcelone (Espagne)

### 100 m dos
- bassin de 25 m
  - 100 m dos Record de France en 57 s 16 le 12/12/2008 à Rijeka (Croatie)
  - 100 m dos Record de France des 17 ans en 58 s 99 le 12/12/2003 à Dublin (Irlande)
  - 100 m dos Record de France des 16 ans en 59 s 44 le 23/12/2001 à Dunkerque
  - 100 m dos Record de France des 15 ans en 59 s 44 le 23/12/2001 à Dunkerque
- bassin de 50 m
  - 100 m dos Record de France en 59 s 50 le 20/03/2008 à Eindhoven (Pays-Bas)
  - 100 m dos Record de France des 17 ans en 1 min 1 s 68 le 14/04/2003 à Saint-Étienne
  - 100 m dos Record de France des 16 ans en 1 min 1 s 88 le 12/07/2002 à Linz (Autriche)
  - 100 m dos Record de France des 15 ans en 1 min 2 s 75 le 05/07/2001 à Malte

### 200 m dos
- bassin de 50 m
  - 200 m dos Record de France en 2 min 6 s 64 le 26/04/2008 à Dunkerque

### Relais 4 × 50 m 4 nages
- équipe nationale en bassin de 25 m
  - relais 4 × 50 m 4 nages Record de France en 1 min 48 s 39 le 15/12/2007 à Debrecen (Hongrie) avec Anne-Sophie Le Paranthoën, Alena Popchanka et Malia Metella

### Relais 4 × 100 m 4 nages
- équipe de club en bassin de 25 m
  - relais 4 × 100 m 4 nages Record de France en 3 min 59 s 87 (58 s 62 en dos) le 29/12/2008 à Saint-Paul (Réunion) avec le CN Marseille (Andréa Baudry, Diane Bui Duyet et Angéla Tavernier)

## Meilleures performances
- RF : record de France
- RE : record d'Europe
- RM : record du monde
- * : record au jour de la performance

| Distance | Style      | Temps          | Record * | Date             | Lieu                |
| -------- | ---------- | -------------- | -------- | ---------------- | ------------------- |
| 50 m     | Nage libre | 25 s 60        |          | 3 novembre 2006  | Rouen               |
| 100 m    | Nage libre | 53 s 88        |          | 18 novembre 2007 | Berlin (Allemagne)  |
| 200 m    | Nage libre | 1 min 53 s 48  | RE       | 17 novembre 2007 | Berlin (Allemagne)  |
| 400 m    | Nage libre | 3 min 56 s 9   | RM       | 9 décembre 2006  | Helsinki (Finlande) |
| 800 m    | Nage libre | 8 min 11 s 25  | RE       | 9 décembre 2005  | Trieste (Italie)    |
| 1 500 m  | Nage libre | 15 min 42 s 39 | RE       | 20 novembre 2004 | Trieste (Italie)    |
| 50 m     | Dos        | 27 s 13        | RF       | 15 décembre 2007 | Debrecen (Hongrie)  |
| 100 m    | Dos        | 57 s 16        | RF       | 12 décembre 2008 | Rijeka (Croatie)    |
| 200 m    | Dos        | 2 min 4 s 36   |          | 14 décembre 2008 | Rijeka (Croatie)    |
| 100 m    | Brasse     | 1 min 13 s 98  |          | 16 novembre 2002 | Vélizy-Villacoublay |
| 200 m    | Brasse     | 2 min 46 s 3   |          | 16 novembre 2002 | Vélizy-Villacoublay |
| 50 m     | Papillon   | 29 s 54        |          | 14 novembre 2008 | Saint-Dizier        |
| 100 m    | Papillon   | 1 min 1 s 22   |          | 3 novembre 2006  | Rouen               |
| 200 m    | Papillon   | 2 min 19 s 37  |          | 15 novembre 2003 | Saint-Dizier        |
| 100 m    | 4 nages    | 1 min          |          | 7 décembre 2007  | Nîmes               |
| 200 m    | 4 nages    | 2 min 9 s 20   | RF       | 3 décembre 2006  | Istres              |
| 400 m    | 4 nages    | 4 min 33 s 73  | RF       | 2 décembre 2006  | Istres              |

| Distance | Style                  | Temps         | Record * | Date             | Lieu                  |
| -------- | ---------------------- | ------------- | -------- | ---------------- | --------------------- |
| 50 m     | Nage libre             | 25 s 84       |          | 14 juillet 2011  | Athens (États-Unis)   |
| 100 m    | Nage libre             | 56 s 51       |          | 17 juillet 2011  | Athens (États-Unis)   |
| 200 m    | Nage libre             | 1 min 55 s 52 | RM       | 28 mars 2007     | Melbourne (Australie) |
| 400 m    | Nage libre             | 4 min 2 s 13  | RM       | 6 août 2006      | Budapest (Hongrie)    |
| 800 m    | Nage libre             | 8 min 18 s 80 | RE       | 31 mars 2007     | Melbourne (Australie) |
| 1 500 m  | Nage libre             | 16 min 3 s 1  | RF       | 14 mai 2006      | Tours                 |
| 50 m     | Dos                    | 28 s 13       | RF       | 21 mars 2012     | Dunkerque             |
| 100 m    | Dos                    | 59 s 50       | RE       | 20 mars 2008     | Eindhoven (Pays-Bas)  |
| 200 m    | Dos                    | 2 min 6 s 64  | RF       | 26 avril 2008    | Dunkerque             |
| 50 m     | Brasse                 | 35 s 54       |          | 10 mars 2006     | Mulhouse              |
| 100 m    | Brasse                 | 1 min 18 s 05 |          | 19 décembre 2004 | Lyon                  |
| 200 m    | Brasse                 | 2 min 45 s 44 |          | 18 décembre 2004 | Lyon                  |
| 50 m     | Papillon               | 29 s          |          | 18 janvier 2008  | Chamalières           |
| 100 m    | Papillon               | 1 min 4 s 62  |          | 19 décembre 2004 | Lyon                  |
| 200 m    | Papillon               | 2 min 11 s 96 |          | 24 février 2007  | Lyon                  |
| 200 m    | 4 nages                | 2 min 12 s 41 | RF       | 13 mai 2006      | Tours                 |
| 400 m    | 4 nages                | 4 min 40 s 6  | RF       | 11 mai 2006      | Tours                 |
| 50 m     | Départ lancé en relais | 25 s 24       |          | 13 décembre 2002 | Riesa (Allemagne)     |
| 100 m    | Départ lancé en relais | 55 s 5        |          | 26 juin 2007     | Saint-Raphaël         |

## Distinctions
- Chevalier de la Légion d'honneur (en 2004)
- Élue Championne des champions français par L'Équipe en 2004 et 2006
- Laureus World Sports Award for Breakthrough of the Year (Newcomer of the Year) en 2005
- Élue n°1 du Top 30 des sportifs préférés des Français lors d'un sondage réalisé par L'Équipe magazine et RMC Info en novembre 2006 et juin 2007
- Membre de l'International Swimming Hall of Fame en 2017